# Gmina Hajdina
Hajdina – gmina w Słowenii. W 2002 roku liczyła 3 492 mieszkańców.

## Miejscowości
Miejscowości wchodzące w skład gminy Hajdina:
- Draženci
- Gerečja vas
- Hajdoše
- Skorba
- Slovenja vas
- Spodnja Hajdina
- Zgornja Hajdina – siedziba gminy